# O fată aproape cuminte
O fată aproape cuminte (titlul original: în germană Ein fast anständiges Mädchen, în spaniolă Una chica casi formal) este un film de dragoste coproducție hispano–vest-german, realizat în 1963 de regizorul Ladislao Vajda, protagoniști fiind actorii Liselotte Pulver, Alberto de Mendoza, Martin Held și Manolo Morán.

## Rezumat
Secretara Lili Steiner i se permite să-și însoțească șeful într-o călătorie de afaceri la Madrid datorită cunoștințelor sale de limba spaniolă. În timpul liber, ajunge să cunoască o varietate de spanioli, toți având probleme cu banii. Deoarece trebuie să cumpere și să înregistreze o fustă de piele pentru o prietenă, ea atrage atenția bărbaților, inclusiv a șefului ei căsătorit. Cu toate acestea, Lili reușește să scape din această situație precară și îl cunoaște pe Carlos, un prezentator de televiziune.
Acestuia îi place foarte mult de Lili și cei doi se îndrăgostesc. Dar nu există bani pentru un viitor comun, așa că toată lumea joacă la loto de fotbal într-o cafenea, miza câștigătorului fiind o sumă de câteva milioane de pesete. Lili pariază, iar bărbații fac exact la fel ca ea. În acest fel, toată lumea devine un câștigător și pare să își poată rezolva problemele, dar se dovedește că, din cauza numărului mare de câștigători, toată lumea primește doar o sumă mică de bani. După o scurtă perioadă de incertitudine și tristețe, grijile financiare ale madrilenilor sunt rezolvate datorită unei serii de lovituri de noroc, iar Lili și Carlos au și ei un viitor roz în față.

## Distribuție
- Liselotte Pulver – Lili Steiner
- Alberto de Mendoza – Carlos García-Manzanares y Soler
- Martin Held – Robert Steckler
- Manolo Morán – Álvarez
- Juanjo Menéndez – José
- Miguel Gila – Rodríguez
- Mariano Azaña – Manolo
- Venancio Muro – José 'Pepe' de la Vega
- Alicia Altabella – Rosita
- María Cabo – Marisa
- Goyo Lebrero – ghidul la Madrid noaptea
- Cris Huerta – Kronlick
- Ana María Custodio – mama lui Carlos (ca Ana Mª Custodio)
- Xan das Bolas – propietarul barului
- Pedro Rodríguez Quevedo – recepționera hotel
- Carmen Rodríguez – bunica lui Carlos
- Juan Cazalilla – angajat la magazinul de îmbrăcăminte
- Manuel Arbó – omul care a plătit pentru cravată
- Ángel Álvarez – ghidul la Don Quijote
- Mayra Rey – Hilde
- María Vico – colega lui Lili
- Mer Casas – colega lui Lili
- Simón Ramírez – naratorul

## Lansare
Filmul O fată aproape cuminte a avut premiera în Germania pe data de 10 octombrie 1963.
În România premiera la televiziune a filmului a avut loc la data de 23 decembrie 1984.